# Municipio de Hammarö
Hammarö (en sueco: Hammarö kommun) es un municipio de la provincia de Värmland, en el suroeste de Suecia. Su sede se encuentra en la ciudad de Skoghall. El municipio fue creado a partir de la parroquia de Hammarö en 1863 y su territorio no se ha visto afectado por las grandes reformas municipales de 1952 y 1971. Con una superficie de solo 56,9 km², es el duodécimo más pequeño de Suecia y el más pequeño de la provincia de Värmland. 

## Localidades
Hay cuatro áreas urbanas (tätort) en el municipio:
| # | Tätort   | Población |
| - | -------- | --------- |
| 1 | Skoghall | 14 130    |
| 2 | Vidöåsen | 292       |
| 3 | Tye      | 274       |
| 4 | Rud      | 238       |

## Ciudades hermanas
Hammarö esta hermanado o tiene tratado de cooperación con:
- Enebakk, Noruega
- Poel, Alemania
- Małkinia Górna, Polonia